# نامحدود (آلبوم لابیرینت)
هیچ محدودیتی نیست (به انگلیسی: No Limits) نخستین آلبوم استودیویی گروه پاور متال ایتالیایی لابیرنت است که در سال ۱۹۹۶ منتشر شد. این آلبوم همچنین تنها آلبوم استودیویی گروه به خوانندگی فابیو لیونه پیش از جدایی او از لابیرنت است.

## فهرست آهنگ‌ها
آلبوم هیچ محدودیتی نیست دارای ۱۱ قطعه است که کار آهنگسازی آنها توسط فابیو لیونه (توردیلیونه)، اولاف تورسن (مانیانی)، فرانک اندیور (روبولوتا) و کن تیلور (کونتینی) انجام شده و لیونه ترانه‌های تمامی قطعات آن را نیز سروده است به جز ترک شمارهٔ ۱ که تورسن نیز با او همکاری داشته، ترک شمارهٔ ۳ که ترانه‌سراییش را تورسن به‌تنهایی انجام داده و ترک شمارهٔ ۵ که کاری بی‌کلام است. همچنین دو ترک اضافه در نسخهٔ دیجی‌پک این آلبوم، نسخهٔ ویژهٔ ژاپن و بازنشر آلبوم در سال‌های ۱۹۹۹ و ۲۰۰۵ به عنوان ترک‌های هدیه گنجانده شده بود. ترانه‌سرایی ترک دوازدهم را فابیو لیونه و ترک سیزدهم را اولاف تورسن انجام داده‌اند. فهرست کامل ۱۳ قطعهٔ این آلبوم به شرح زیر است:
| شماره | نام                                    | سراینده             | آهنگساز                                | مدت   |
| ----- | -------------------------------------- | ------------------- | -------------------------------------- | ----- |
| ۱.    | «Mortal Sin گناه مرگبار»               | توردیلیونه، مانیانی | توردیلیونه، مانیانی، روبولوتا          | ۰۵:۲۶ |
| ۲.    | «Midnight Resistence مقاومت نیمه‌شبانه» | توردیلیونه          | مانیانی، توردیلیونه، روبولوتا          | ۰۵:۴۳ |
| ۳.    | «Dreamland سرزمین رویا»                | مانیانی             | توردیلیونه                             | ۰۳:۴۴ |
| ۴.    | «Piece of Time قطعه‌ای از زمان»         | توردیلیونه          | مانیانی، روبولوتا، توردیلیونه          | ۰۲:۴۶ |
| ۵.    | «Vertigo سرگیجه» (بی‌کلام)              |                     | رکس ای.                                | ۰۳:۴۲ |
| ۶.    | «In The Shade در سایه»                 | توردیلیونه          | مانیانی، توردیلیونه، کونتینی           | ۰۴:۲۶ |
| ۷.    | «No Limits هیچ محدودیتی نیست»          | توردیلیونه          | مانیانی، توردیلیونه                    | ۰۶:۴۸ |
| ۸.    | «The Right Sign نشان درست»             | توردیلیونه          | روبولوتا، توردیلیونه                   | ۰۴:۱۶ |
| ۹.    | «Red Zone منطقهٔ قرمز»                  | توردیلیونه          | مانیانی، توردیلیونه، روبولوتا          | ۰۴:۰۵ |
| ۱۰.   | «Time Has Come وقتش رسیده»             | توردیلیونه          | روبولوتا، توردیلیونه                   | ۰۵:۲۴ |
| ۱۱.   | «Looking For... در جستجوی ...»         | توردیلیونه          | مانیانی                                | ۰۳:۱۵ |
| ۱۲.   | «Call Me صدایم کن» (ترک اضافه)         | مانیانی             | مانیانی، روبولوتا، توردیلیونه، کونتینی | ۰۴:۰۵ |
| ۱۳.   | «Miles Away مایل‌ها دورتر» (ترک اضافه)  | توردیلیونه          | روبولوتا، توردیلیونه، مانیانی          | ۰۶:۰۵ |

## اعضا
- جو تری (فابیو لیونه) - خواننده
- اولاف تورسن - گیتار
- اندرس رین - گیتار
- کن تیلور - کیبورد
- کریس بریز - گیتار بیس
- فرانک اندیور - درام و کیبرد